# Џафића Брдо
Џафића Брдо је градско насеље у општини Бијело Поље у Црној Гори. Према попису из 2003. било је 945 становника (према попису из 1991. било је 891 становника).

## Демографија
У насељу Џафића Брдо живи 658 пунолетних становника, а просечна старост становништва износи 31,6 година (30,4 код мушкараца и 32,8 код жена). У насељу има 230 домаћинстава, а просечан број чланова по домаћинству је 4,11.
Становништво у овом насељу веома је хетерогено, а у последња три пописа, примећен је пораст у броју становника.
|  |

| Демографија | Демографија | Демографија |
| Година      | Становника  | Становника  |
| ----------- | ----------- | ----------- |
|             |             |             |
|             |             |             |
|             |             |             |
|             |             |             |
| 1948.       | 113         |             |
| 1953.       | 162         |             |
| 1961.       | 255         |             |
| 1971.       | 307         |             |
| 1981.       | 843         |             |
| 1991.       | 891         | 878         |
| 2003.       | 1.165       | 945         |
|             |             |             |
|             |             |             |

| Етнички састав према попису из 2003.‍ | Етнички састав према попису из 2003.‍ | Етнички састав према попису из 2003.‍ | Етнички састав према попису из 2003.‍ | Етнички састав према попису из 2003.‍ |
| ------------------------------------ | ------------------------------------ | ------------------------------------ | ------------------------------------ | ------------------------------------ |
|                                      |                                      |                                      |                                      |                                      |
| Бошњаци                              | Бошњаци                              |                                      | 372                                  | 39,36%                               |
| Муслимани                            | Муслимани                            |                                      | 263                                  | 27,83%                               |
| Срби                                 | Срби                                 |                                      | 176                                  | 18,62%                               |
| Црногорци                            | Црногорци                            |                                      | 122                                  | 12,91%                               |
| Албанци                              | Албанци                              |                                      | 4                                    | 0,42%                                |
| непознато                            | непознато                            |                                      | 1                                    | 0,10%                                |

| \| \| м \| \| \| ж \| \| ? \| 2 \| \| \| 3 \| \| 80+ \| 2 \| \| \| 5 \| \| 75—79 \| 3 \| \| \| 5 \| \| 70—74 \| 6 \| \| \| 19 \| \| 65—69 \| 12 \| \| \| 11 \| \| 60—64 \| 17 \| \| \| 14 \| \| 55—59 \| 24 \| \| \| 16 \| \| 50—54 \| 29 \| \| \| 33 \| \| 45—49 \| 39 \| \| \| 36 \| \| 40—44 \| 30 \| \| \| 27 \| \| 35—39 \| 28 \| \| \| 32 \| \| 30—34 \| 23 \| \| \| 39 \| \| 25—29 \| 35 \| \| \| 29 \| \| 20—24 \| 57 \| \| \| 53 \| \| 15—19 \| 45 \| \| \| 35 \| \| 10—14 \| 44 \| \| \| 35 \| \| 5—9 \| 39 \| \| \| 42 \| \| 0—4 \| 43 \| \| \| 33 \| \| Просек : \| 39 \| \| \| 11 \| |    |  |  |    |
| |    |  |  |    |
| | м  |  |  | ж  |
| ? | 2  |  |  | 3  |
| 80+ | 2  |  |  | 5  |
| 75—79 | 3  |  |  | 5  |
| 70—74 | 6  |  |  | 19 |
| 65—69 | 12 |  |  | 11 |
| 60—64 | 17 |  |  | 14 |
| 55—59 | 24 |  |  | 16 |
| 50—54 | 29 |  |  | 33 |
| 45—49 | 39 |  |  | 36 |
| 40—44 | 30 |  |  | 27 |
| 35—39 | 28 |  |  | 32 |
| 30—34 | 23 |  |  | 39 |
| 25—29 | 35 |  |  | 29 |
| 20—24 | 57 |  |  | 53 |
| 15—19 | 45 |  |  | 35 |
| 10—14 | 44 |  |  | 35 |
| 5—9 | 39 |  |  | 42 |
| 0—4 | 43 |  |  | 33 |
| Просек : | 39 |  |  | 11 |

| Број домаћинстава према пописима из периода 1948—2003. | Број домаћинстава према пописима из периода 1948—2003. | Број домаћинстава према пописима из периода 1948—2003. | Број домаћинстава према пописима из периода 1948—2003. | Број домаћинстава према пописима из периода 1948—2003. | Број домаћинстава према пописима из периода 1948—2003. | Број домаћинстава према пописима из периода 1948—2003. | Број домаћинстава према пописима из периода 1948—2003. |
| Година пописа                                          | 1948.                                                  | 1953.                                                  | 1961.                                                  | 1971.                                                  | 1981.                                                  | 1991.                                                  | 2003.                                                  |
| ------------------------------------------------------ | ------------------------------------------------------ | ------------------------------------------------------ | ------------------------------------------------------ | ------------------------------------------------------ | ------------------------------------------------------ | ------------------------------------------------------ | ------------------------------------------------------ |
| Број домаћинстава                                      | 20                                                     | 28                                                     | 51                                                     | 56                                                     | 178                                                    | 211                                                    | 247                                                    |

| Број домаћинстава по броју чланова према попису из 2003. | Број домаћинстава по броју чланова према попису из 2003. | Број домаћинстава по броју чланова према попису из 2003. | Број домаћинстава по броју чланова према попису из 2003. | Број домаћинстава по броју чланова према попису из 2003. | Број домаћинстава по броју чланова према попису из 2003. | Број домаћинстава по броју чланова према попису из 2003. | Број домаћинстава по броју чланова према попису из 2003. | Број домаћинстава по броју чланова према попису из 2003. | Број домаћинстава по броју чланова према попису из 2003. | Број домаћинстава по броју чланова према попису из 2003. | Број домаћинстава по броју чланова према попису из 2003. |
| Број чланова                                             | 1                                                        | 2                                                        | 3                                                        | 4                                                        | 5                                                        | 6                                                        | 7                                                        | 8                                                        | 9                                                        | 10 и више                                                | Просек                                                   |
| -------------------------------------------------------- | -------------------------------------------------------- | -------------------------------------------------------- | -------------------------------------------------------- | -------------------------------------------------------- | -------------------------------------------------------- | -------------------------------------------------------- | -------------------------------------------------------- | -------------------------------------------------------- | -------------------------------------------------------- | -------------------------------------------------------- | -------------------------------------------------------- |
| Број домаћинстава                                        | 230                                                      | 16                                                       | 32                                                       | 42                                                       | 36                                                       | 65                                                       | 20                                                       | 11                                                       | 3                                                        | 3                                                        | 2                                                        |

| Пол    | Укупно | Неожењен/Неудата | Ожењен/Удата | Удовац/Удовица | Разведен/Разведена | Непознато |
| ------ | ------ | ---------------- | ------------ | -------------- | ------------------ | --------- |
| Мушки  | 352    | 123              | 215          | 9              | 5                  | 0         |
| Женски | 357    | 92               | 222          | 37             | 6                  | 0         |
| УКУПНО | 709    | 215              | 437          | 46             | 11                 | 0         |

| Пол    | Укупно                    | Пољопривреда, лов и шумарство | Рибарство                            | Вађење руде и камена | Прерађивачка индустрија       |
| ------ | ------------------------- | ----------------------------- | ------------------------------------ | -------------------- | ----------------------------- |
| Мушки  | 144                       | 3                             | 0                                    | 1                    | 26                            |
| Женски | 74                        | 1                             | 0                                    | 0                    | 32                            |
| Укупно | 218                       | 4                             | 0                                    | 1                    | 58                            |
|        |                           |                               |                                      |                      |                               |
| Пол    | Производња и снабдевање   | Грађевинарство                | Трговина                             | Хотели и ресторани   | Саобраћај, складиштење и везе |
| Мушки  | 10                        | 5                             | 24                                   | 11                   | 23                            |
| Женски | 0                         | 0                             | 13                                   | 4                    | 1                             |
| Укупно | 10                        | 5                             | 37                                   | 15                   | 24                            |
|        |                           |                               |                                      |                      |                               |
| Пол    | Финансијско посредовање   | Некретнине                    | Државна управа и одбрана             | Образовање           | Здравствени и социјални рад   |
| Мушки  | 1                         | 2                             | 17                                   | 6                    | 2                             |
| Женски | 2                         | 3                             | 3                                    | 10                   | 4                             |
| Укупно | 3                         | 5                             | 20                                   | 16                   | 6                             |
|        |                           |                               |                                      |                      |                               |
| Пол    | Остале услужне активности | Приватна домаћинства          | Екстериторијалне организације и тела | Непознато            | Непознато                     |
| Мушки  | 7                         | 0                             | 0                                    | 6                    | 6                             |
| Женски | 1                         | 0                             | 0                                    | 0                    | 0                             |
| Укупно | 8                         | 0                             | 0                                    | 6                    | 6                             |